# Latera
Latera település Olaszországban, Viterbo megyében. Lakosainak száma 766 fő (2023. január 1.). Latera Capodimonte, Onano, Sorano, Gradoli, Pitigliano és Valentano községekkel határos.

## Népesség
A település népessége az elmúlt években az alábbi módon változott:
| Lakosok száma | 823  | 828  | 766  |
|               | 2017 | 2018 | 2023 |